# Икономова къща (Дряново)
Икономовата къща в Дряново е построена от майстор Колю Фичето през 1859 г. за дом на свещеник Васил Икономов.
Заедно с Къщата с маймунката във Велико Търново, тя е една от напълно запазените къщи, построени от майстора.
Средната част на южната фасада е пластично раздвижена от тройно огънат еркер, чийто вълнообразни линии се следват и от осемте прозореца.
През 1971 г. Икономовата къща е обявена за паметник на културата от национално значение. По случай 190 години от рождението на майстор Колю Фичето, тя е реставрирана и адаптирана за художествена галерия. На първия етаж се правят временни изложби на картини, фотографии, дърворезби, гоблени и т.н. На втория етаж е подредена експозиция на Исторически музей – Дряново „Икони и църковна дърворезба от Дряновския край, XVII-XIX век“. В нея са показани 132 ценности от фонда на музея, спасени от стари храмове в общината или дарени. Сред авторите на представените икони са зографите Йоаникий папа Витанов, Досю Коев и даскал Захария, живописците Генчо Филипов и Иванчо хаджи Василев. От 2019 г. в подземието на къщата Исторически музей – Дряново подреджда постоянна изложба с реставрираните в продължение на четвърт век стенописи от храма „Св. Йоан Кръстител“ в село Каломен.